# Nedytisis
Nedytisis is een kevergeslacht uit de familie van de boktorren (Cerambycidae). De wetenschappelijke naam van het geslacht werd voor het eerst geldig gepubliceerd in 1866 door Pascoe.

## Soorten
Nedytisis omvat de volgende soorten:
- Nedytisis fuscoapicalis Breuning, 1950
- Nedytisis obrioides Pascoe, 1866